# バーンコーレーム区
バーンコーレーム区（バーンコーレームく、タイ語: เขตบางคอแหลม）は、タイ王国バンコク都の行政区の一つ。
この行政区は、時計回りに、サートーン区、ヤーンナーワー区、ラートブーラナ区、トンブリー区、クローンサーン区の6つの行政区に接している。チャオプラヤー川に面している。

## 歴史
プラプラデーン県のバーンタワーイ郡の一部であったが、バーンタワーイ郡は後にプラナコーン県の一部に割り当てられ、ヤーンナーワー郡に改称された。1972年にプラナコーン県とトンブリー県が合併し、バンコク都を形成し、区制を導入するとヤーンナーワー区に改称。1989年4月18日、人口の増加に伴いヤーンナーワー区内にバーンコーレーム地区を設立。バーンコーレーム、ワットプラヤークライ、バーンクローの三地域の管轄させた。さらに同年の11月9日にヤーンナーワー区から同地区を分離させ、バーンコーレーム区を設置した。